# Koombana (Schiff)
Die Koombana war ein 1909 in Dienst gestelltes Passagierschiff der australischen Reederei Adelaide Steamship Company, das Passagiere, Post und Fracht in einem regelmäßigen Linienverkehr von Adelaide im australischen Bundesstaat South Australia zu verschiedenen Häfen nach Western Australia transportierte. Am 20. März 1912 wurde der Dampfer nördlich von Port Hedland an der Küste der Pilbara-Region von einem Zyklon versenkt, der das Küstengebiet von Western Australia heimsuchte, viele Schiffe zerstörte und mehr als 150 Menschenleben forderte. Keiner der 138 Passagiere und Besatzungsmitglieder an Bord überlebte. Der Untergang der Koombana ist das schwerste wetterbedingte Schiffsunglück Australiens im 20. Jahrhundert. Das Wrack der Koombana ist bis heute unentdeckt.

## Das Schiff

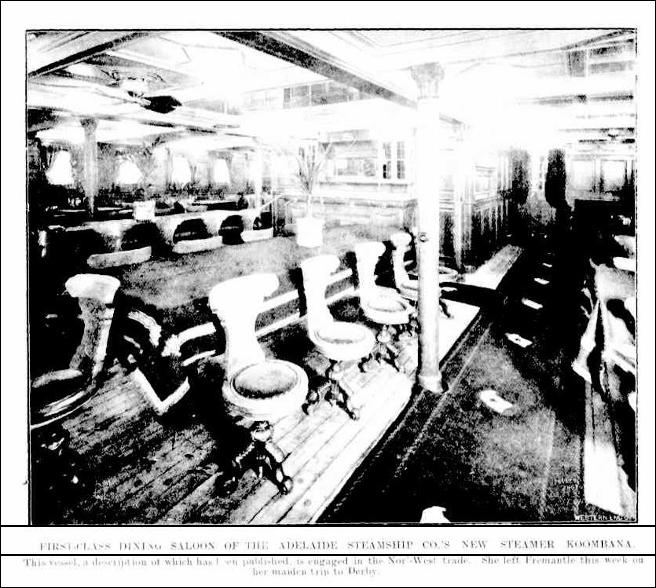
Der Speisesaal der Ersten Klasse

Der 3.668 BRT große Passagier- und Frachtdampfer Koombana wurde 1908 im Glasgower Stadtteil Linthouse auf dem Fluss Clyde von der renommierten Werft Alexander Stephen and Sons gebaut. Ihr Rumpf bestand aus Eisen. Im Dezember 1908 war das Schiff fertiggestellt. Eigner der Koombana war die Adelaide Steamship Company, eine 1875 gegründete australische Schifffahrtsgesellschaft mit Sitz in Adelaide, wo das Schiff auch registriert war. Zu ihrer Zeit war sie eines der größten Schiffe der Reederei.

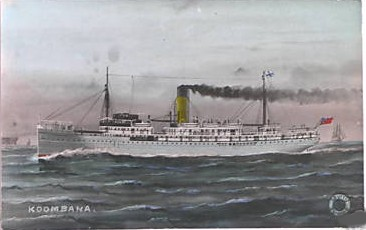
Postkarte

Die Koombana lief Hafenstädte wie Fremantle, Derby, Broome und Wyndham an. Am 15. März 1909 strandete sie auf einer Sandbank in der Shark Bay. Der Tradition der Reederei folgend wurde das Schiff nach einem Wort aus der Sprache der Aborigines benannt. In diesem Fall war es koombana, was als „Ort der Wale“, aber auch als „ruhig und friedlich“ übersetzt werden kann. Auch die Bucht Koombana Bay nahe der Stadt Bunbury erhielt so ihren Namen.

## Das Verschwinden
Am Mittwochmorgen, dem 20. März 1912 lief die Koombana in Port Hedland zu einer Überfahrt nach Broome aus. Das Kommando hatte Kapitän Thomas M. Allen. An Bord befanden sich 138 Passagiere und Besatzungsmitglieder. Da es keine akkuraten Passagierlisten gab, ist es möglich, dass die Anzahl der Personen auch differierte. Manche Quellen geben an, dass sich 150 Menschen an Bord befanden. Sie folgte direkt der Bullarra, die auch der Adelaide Steamship Company angehörte und ebenso wie die Koombana im Passagier- und Frachtverkehr in den nordöstlichen Gewässern Australiens eingesetzt war. Aus Nordosten kamen stetige Winde.

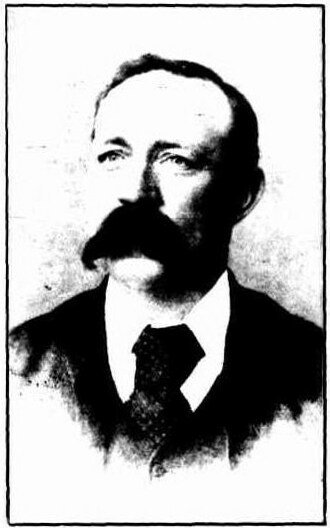
Kapitän Thomas M. Allen

Vor dem Ablegen stellte Kapitän Allen fest, dass das Barometer gefallen war und er bemerkte, dass die Überfahrt wohl länger als normal dauern würde. Die beiden Schiffe verfolgten mehrere Stunden lang einen gemeinsamen Kurs, bis plötzlich aus Nordosten heftiger Starkwind einsetzte und sie trennte. Die Bullarra trug Schäden davon, schaffte es aber aus eigener Kraft, sich in den Hafen der kleinen Stadt Cossack zu retten. Von der Koombana fehlte fortan jede Spur.
Ein Zyklon, in dem neben der Koombana viele weitere Schiffe wie der norwegische Dampfer Crown of England sanken und andere, wie die walisische Bark Concordia, auf Grund liefen, hatte die Küste heimgesucht. Zwei Tage später, am 22. März 1912, überquerte der Zyklon die Küste in der Nähe der Ortschaft Balla Balla. Ein mehr als 200 km langer Küstenstreifen war verwüstet worden. Neben den Menschen an Bord der Koombana starben weitere elf bis 15 Personen durch den Wirbelsturm. Nach anderen Quellen forderte er bis zu 60 weitere Todesopfer.
Als das Schiff nicht in Broome einlief, machte man sich dort Sorgen, und eine Suchaktion wurde organisiert. 46 km nördlich von Bedout Island und 100 km von der Küste entfernt stieß eines der Suchschiffe am 3. April auf Trümmer und Wrackteile, darunter ein Rettungsboot, ein Sofa und eine Kabinentür. Das Schiff selbst und die Menschen darauf blieben verschwunden. Keine einzige Leiche wurde je entdeckt; auch das Wrack wurde bis heute nicht gefunden. Wie sich das Unglück genau abspielte, konnte nie geklärt werden, da es keine überlebenden Augenzeugen gab.
1973 wurde 37 km nördlich von Eighty Mile Beach, auf etwa halber Strecke zwischen Port Hedland und Broome, etwas gefunden, was man für die Überreste eines großen Schiffes hielt. 1985 stellte die Mannschaft einer Lockheed P-3 der Royal Australian Air Force 75 km nördlich von Bedout Island mithilfe eines Magnetic Anomaly Detector (MAD) eine erhebliche magnetische Anomalie auf dem Meeresboden fest. Bis heute hat aber keine direkte Suchaktion stattgefunden.

## Die Roseate Pearl
An Bord der Koombana hatte sich Abraham de Vahl Davies (1864–1912), ein wohlhabender jüdischer Unternehmer und ehemaliger Perlenhändler aus Broome und Onkel des Rennfahrers Bernard Rubin, befunden. Davies hatte kurz zuvor für £ 20.000 die so genannte Roseate Pearl, eine berühmte schwarze Akoya-Perle, gekauft und an Bord des Schiffes genommen.
Einer Legende nach galt sie als verflucht, da viele ihrer vorherigen Eigentümer Selbstmord begangen hatten, ermordet wurden oder an Herzinfarkten verstorben waren. Davies soll später als Geistererscheinung den Bishop’s Palace in Broome heimgesucht haben, bis das Gebäude 1980 abgerissen wurde.